# 김능환
김능환(金能煥, 1951년 10월 23일~)은 충북 진천에서 태어난 대한민국의 법조인이다. 수원지법의 부장판사(1994년~1996년)와, 대법원의 대법관(2006년~2012년)과, 선관위의 위원장(2011년~2013년)을 지냈다.

## 학력
- 경기고등학교 졸업
- 서울대학교 법과대학 법학과 학사

## 경력
- 1975년 : 제17회 사법시험 합격
- 1977년 : 육군 법무관
- 1980년 : 전주지방법원 판사
- 1983년 : 전주지방법원 군산지원 판사
- 1985년 : 인천지방법원 판사
- 1988년 : 서울고등법원 판사
- 1990년 ~ 1992년 : 법원행정처 송무국 송무심의관
- 1992년 ~ 1994년 : 청주지방법원 충주지원 지원장
- 1994년 ~ 1996년 : 수원지방법원 부장판사
- 1996년 ~ 1997년 : 서울가정법원 부장판사
- 1997년 ~ 1998년 : 서울지방법원 민사51부 부장판사
- 1998년 ~ 1999년 : 수원지방법원 성남지원 지원장
- 1999년 ~ 2000년 : 부산고등법원 부장판사
- 2000년 ~ 2002년 : 서울고등법원 부장판사
- 2002년 ~ 2003년 : 대법원 선임재판연구관
- 2003년 ~ 2004년 : 대법원 수석재판연구관
- 2004년 ~ 2005년 : 서울고등법원 부장판사
- 2005년 ~ 2006년 6월 : 울산지방법원 법원장
- 2006년 7월 ~ 2012년 7월 : 대법원 대법관[1]
- 2011년 2월 ~ 2013년 3월 : 제17대 중앙선거관리위원장[2]
- 2013년 9월 ~ : 법무법인 율촌 변호사

## 주요 판결

### 2009년 5월 삼성에버랜드 전환사채(CB)저가 발행 사건 유죄취지의 소수의견[3]
김 대법관은 보수적인 인물로 평가받고 있지만 사안에 따라 소수의견에 서는 등 소신이 강하다. 대표적인 사건은 삼성 에버랜드 전환사채 판결이다. 대법원 전원합의체 판결에서 소위 '독수리 오형제'로 불리는 대법관 중 4명이 유죄 의견을 냈고 김능환 대법관도 여기에 동참했다.
13명의 대법관 중에 이용훈 대법원장과 안대희 대법관이 제척된 상황에서 11명의 대법관 중 진보성향의 대법관(김영란·박시환·전수안·이홍훈)들과 함께 김능환 대법관도 유죄의견을 냈으나 전원합의체 의결 원칙(다수결)에 따라 6:5의 무죄판결이 내려졌다. '독수리 오형제' 중 1명인 김지형 대법관이 오히려 무죄를, 김 대법관이 유죄 입장에 선 것은 상당히 이례적인 일이었다.

### 2012년 5월 일제강점기 강제징용 피해 한국인에 대한 일본기업 배상 책임 판결[4]
대법원 1부(주심 김능환 대법관)는 일본군 위안부 등 일제강점기 피해자들이 그동안 국내와 일본, 미국 등에서 제기한 같은 소송에서 대부분 패소 판결이 내려진 것과 달리 청구권 주장과 소멸시효 판단 등에서 원고들의 손을 들어줬다.
재판부는 같은 내용의 소송에 대해 패소 확정 판결을 내린 일본 최고재판소의 판결을 승인하지 않았다.
일제 강제 동원은 불법이라고 보고있는 대한민국 헌법의 핵심적 가치에 반하는 것이기 때문에 그 효력을 인정할 수 없다는 취지이다.
지난 1965년 한일청구권 협정에도 불구하고 손해배상 청구권은 아직 소멸되지 않았다는 취지이다.
앞서 2심은 "일본 판결의 효력을 우리 법원이 승인하는 결과가 대한민국의 헌법정신에 위반되지 않는다"며 일본 판결을 승인하고 "원고들의 청구에 대해 일본판결과 모순된 판단을 할 수 없다"는 이유 등으로 원고 패소 판결을 내린 바 있다.
재판부는 이에 대해 "일본 판결의 이유에는 일본의 식민지배가 합법적이라는 규범적 인식을 전제로 하고 있는데 이것은 일제강점기의 강제동원 자체를 불법이라고 보고 있는 대한민국 헌법의 핵심적 가치와 정면으로 충돌한다"고 지적했다.
이 판결은 언론사와 시민단체에서 선정한 2012년 사법부 최고의 판결로 꼽혔다.

### 성남황산테러사건
2010년, 前여직원이 임금체불에 대한 소송에 승소한 것에 앙심을 품고 황산테러를 자행해 그녀에게 피부의 20%가 녹아내리는 중상을 입힌 가해자들에 대한 살인미수혐의에 대해 무죄판결을 내려 논란이 되었다. 황산은 사람을 죽일수 있는 도구가 아니라는 해석이었으나 여론은 커터칼로 박근혜 당시 국회의원의 얼굴을 그은 것은 살인미수가 적용되었음을 들며 크게 반발했다.

## 법관 퇴임 이후

### 편의점 개업
중앙선거관리위원장을 마지막으로 33년간 몸담아 온 공직에서 퇴임한 후 곧바로 부인이 운영하는 동작구의 한 야채가게와 편의점에서 새로운 일을 시작하였다. 이를 본 민주통합당에서는 "신선한 충격이다" "함량 미달의 장관 후보자들 속에서 군계일학 같은 김능환 전 위원장의 모습을 보니 가슴이 뭉클하다" 라고 논평을 내었다.

### 대형로펌 고문
지인들에게 "무항산(無恒産)이면 무항심(無恒心)이다. 다음주 월요일(9월 2일)부터 법무법인 율촌에서 변호사로 일하기로 했다"며 사람은 직업을 가져야 하며 공직을 마친 사람으로서 제2의 인생을 살아야 한다고 생각했다"며 "다른 일을 하려면 자금이 필요한데 그것도 없고 평생 해왔던 영역에서 일을 하는 게 맞다고 봤다"고 말하며 2013년 9월 2일부터 한국의 대형로펌 중 하나인 법무법인 율촌에서는 고문변호사로 활동할 것을 알렸다.
김정현 민주통합당 부대변인은 28일 서면 논평에서 “아마 오늘 아침 많은 사람들이 김 전 대법관의 대형로펌 행 소식을 듣고 착잡한 심경이었을 것”이라며 “고위공직자로서 퇴임 후 6개월을 채 넘기지 못하고 두 손 두 발 다 들고 결국 고액연봉을 받는 것이 관례인 대형로펌을 꼭 선택해야 했을까, 편의점이라도 운영할 수 있는 처지가 되는 사람들이 얼마나 된다고 저럴까 하는 생각”이라고 밝혔다.